# Kazuki Hara
Kazuki Hara (Chiba, 5 januari 1985) is een Japans voetballer.

## Clubcarrière
Hara speelde tussen 2007 en 2011 voor Shimizu S-Pulse en Urawa Red Diamonds. Hij tekende in 2012 bij Kyoto Sanga FC.